# Gregory, Texas
Gregory là một thành phố thuộc quận San Patricio, tiểu bang Texas, Hoa Kỳ. Năm 2010, dân số của xã này là 1907 người.

## Dân số
- Dân số năm 2000: 2318 người.
- Dân số năm 2010: 1907 người.